# Matthias Kupfer
Matthias Kupfer (* 14. November 1963 in Kehl) ist ein deutscher Schauspieler, Hörspiel- und Synchronsprecher und Dialogregisseur.

## Leben und Wirken
Matthias Kupfer absolvierte seine Ausbildung zum Schauspieler an der Theaterakademie Ulm von 1986 bis 1989. In der Folge hatte er über 80 Theaterauftritte auf deutschen Bühnen wie dem Theater Bremen, der Badischen Landesbühne Bruchsal, dem Theater Koblenz, dem Theater am Kurfürstendamm und dem Metropoltheater in München. Seit 1995 ist er in einer Vielzahl deutscher und internationaler Film- und Fernsehproduktionen zu sehen. Im Bereich Filmsynchronisation hat er inzwischen über 400 Rollen gesprochen. Beispielsweise wirkte er in den Kinofilmen Green Book – Eine besondere Freundschaft (2018) und Der kleine Drache Kokosnuss (2014) mit oder synchronisierte für die Simpsons und Navy CIS. Zudem führte er gelegentlich Dialogregie und schrieb deutsche Synchronbücher. Im ARD-Film Die Getriebenen spielte er 2020 Markus Söder.
Matthias Kupfer lebt in München.

## Theaterrollen (Auswahl)
- 1986: Aus dem Buch Salomon: Das Hohelied der Liebe – Regie: Harald Schneider (Theaterakademie Ulm)
- 1987: Aischylos: Prometheus – Regie: Andreas Gericke (Theaterakademie Ulm)
- 1990: Max Frisch: Andorra – Regie: Peter Anderson (Badischen Landesbühne Bruchsal)
- 1993: Alex Köbeli: Zimmer frei – Regie: Gil Mehmert (kleines theater – Kammerspiele Landshut)
- 1998: John Osborne: Blick zurück im Zorn – Regie: Sven Grunert (kleines theater – Kammerspiele Landshut)
- 2003: Nicky Silver: Fette Männer im Rock – Regie: Theo Adebisi (Theater Koblenz)
- 2004: Molière:  Amphitryon – Regie: Johannes Schmid (Kulturmobil Niederbayern)
- 2006: John Steinbeck: Von Mäusen und Menschen – Regie: Gil Mehmert (Theater am Kurfürstendamm)
- 2010: Ingrid Lausund: Konfetti! Ein Zauberabend für politisch Verwirrte – Regie: Kostja Moreth (kleines theater – Kammerspiele Landshut)
- 2014: Ingrid Lausund: Benefiz – Jeder rettet einen Afrikaner – Regie: Ercan Karacayli (Metropoltheater in München)

## Filmografie
- 1996: Dr. Stefan Frank – Der Arzt, dem die Frauen vertrauen (Fernsehserie, 1 Folge)
- 1996: Alle meine Töchter (Fernsehserie, 1 Folge)
- 1997–1998: Anwalt Abel (Fernsehserie, 2 Folgen)
- 1999–2019: Aktenzeichen XY … ungelöst (Fernsehserie, 13 Folgen)
- 1999–2013: Forsthaus Falkenau (Fernsehserie, 3 Folgen)
- 1999: Notlandung in der Krokodilsbucht (Fernsehfilm)
- 2000–2011: SOKO München (Fernsehserie, 3 Folgen)
- 2000: Die Kommissarin (Fernsehserie, 1 Folge)
- 2001–2002: Vater wider Willen (Fernsehserie, 3 Folgen)
- 2001: Die Wache (Fernsehserie, 1 Folge)
- 2001: Sommer und Bolten: Gute Ärzte, keine Engel (Fernsehserie, 1 Folge)
- 2002: Tatort: 1000 Tode (Fernsehreihe)
- 2003: Männer sind was Wunderbares (Fernsehreihe, 1 Folge)
- 2004: Aus der Tiefe des Raumes
- 2005–2018: Die Rosenheim-Cops (Fernsehserie, 4 Folgen)
- 2006: Lotta in Love (Fernsehserie, 19 Folgen)
- 2007: Post Mortem – Beweise sind unsterblich (Fernsehserie, 1 Folge)
- 2007: Alles Atze (Fernsehserie, 1 Folge)
- 2008: Im Winter ein Jahr
- 2008: La résistance (Fernseh-Dokumentarfilm)
- 2010: Tatort: Die Heilige (Fernsehreihe)
- 2010: Die Tochter des Mörders
- 2011: Das unsichtbare Mädchen (Fernsehfilm)
- 2011: Die Zeit der Stille (Fernsehfilm)
- 2011: Der kalte Himmel (Fernsehfilm)
- 2012: Schlaflos in Schwabing (Fernsehfilm)
- 2013: Tatort: Aus der Tiefe der Zeit (Fernsehreihe)
- 2013:  Das kleine Gespenst
- 2014–2019: Der Alte (Fernsehserie, 2 Folgen)
- 2014: Die Chefin (Fernsehserie, 1 Folge)
- 2014: Frauchen und die Deiwelsmilch (Fernsehfilm)
- 2015: Dahoam is Dahoam (Fernsehserie, 3 Folgen)
- 2015: Rico, Oskar und das Herzgebreche
- 2015: Der Bergdoktor (Fernsehserie, 1 Folge)
- 2016: Nie mehr wie es war
- 2017: SOKO Stuttgart (Fernsehserie, 1 Folge)
- 2018: München Grill (Fernsehserie, 1 Folge)
- 2020: Die Getriebenen (Fernsehfilm)
- 2020: Lena Lorenz (Fernsehreihe, 1 Folge)
- 2025: Spuren (Miniserie)

## Hörspiele
- 2014: Robert Hültner: Radio-Tatort: Wallfahrt – Regie: Ulrich Lampen
- 2017: Robert Hültner: Radio-Tatort: Toter Acker – Regie: Ulrich Lampen
- 2018: Rudolf Herz, Julia Wahren: Desperados oder Hitler geht ins Kino – Regie: Julia Wahren; Rudolf Herz